# Maria Czaplicka
Maria Antonina Czaplicka, indicata anche come Marya Antonina Czaplicka e Marie Antoinette Czaplicka (Varsavia, 25 ottobre 1884 – Bristol, 27 maggio 1921), è stata un'antropologa polacca, nota soprattutto per i suoi studi etnografici sullo sciamanesimo siberiano.
Le ricerche della Czaplicka sopravvivono in tre opere principali: i suoi studi in Aboriginal Siberia (Siberia aborigena, 1914); un resoconto di viaggio pubblicato come My Siberian Year (Il mio anno siberiano, 1916); e un insieme di lezioni pubblicate come The Turks of Central Asia (I Turchi dell'Asia centrale, 1919). La Curzon Press ripubblicò tutti e tre i volumi, più un quarto volume di articoli e lettere, nel 1999.

## Giovinezza e studi
La Czaplicka nacque nel quartiere Stara Praga di Varsavia nel 1884, in una famiglia impoverita della nobiltà polacca. Iniziò i suoi studi con la cosiddetta Università volante (in seguito Wyższe Kursy Naukowe), un'istituzione clandestina di istruzione superiore underground nella Polonia controllata dai Russi. Si mantenne con vari lavori mal pagati, come insegnante, segretaria e dama di compagnia. Scrisse anche poesie e un romanzo per bambini intitolato Olek Niedziela. Nel 1910 divenne la prima donna a ricevere una borsa di studio Mianowski, e fu perciò in grado di continuare i suoi studi nel Regno Unito.
Lasciò la Polonia nel 1910 e continuò i suoi studi alla Facoltà di antropologia della Scuola di economia e scienze politiche di Londra sotto Charles G. Seligman, e al Somerville College (Oxford) sotto Robert Ranulph Marett. Marett la incoraggiò a usare le sue abilità nella lingua russa in una rassegna della letteratura sulle tribù native in Siberia, che divenne il suo libro Aboriginal Siberia (Siberia aborigena), pubblicato nel 1914. A questo stadio non aveva mai visitato la Siberia, ma la qualità della sua scrittura fece sì che Aboriginal Siberia diventasse la principale opera di riferimento nel suo campo.

## Spedizione dello Enisej
Marett aveva inteso che l'opera riportata in Aboriginal Siberia della Czaplicka fosse la base per il lavoro sul campo in Siberia. Nel maggio 1914, ella incominciò tale lavoro sul campo, guidando una spedizione congiunta di personale dell'Università di Oxford e del Museo di archeologia e antropologia dell'Università della Pennsylvania. Insieme all'ornitologa inglese Maud Doria Haviland, alla pittrice inglese Dora Curtis e ad Henry Usher Hall del Museo, e poco prima che scoppiasse la prima guerra mondiale. Dopo l'inizio della guerra la Czalicka e Hall decisero di continuare la loro spedizione, mentre gli altri decisero di ritornare nel Regno Unito. Czaplicka e Hall (accompagnati da Michikha, una donna Tungus) trascorsero l'intero unverno viaggiando lungo le rive del fiume Enisej: più di 3 000 chilometri (1 900 mi) in tutto.
La Czaplicka preparò parecchie migliaia di fotografie dei popoli della Siberia, nonché innumerevoli appunti sull'antropometria e sui loro costumi. La Czaplicka ricevette fomdi anche dal Comitato per l'antropologia del Museo Pitt Rivers di Oxford per raccogliere campioni dalla Siberia; 193 oggetti furono donati dalla Czaplicka alla collezione asiatica del museo. In aggiunta, raccolse campioni botanici per l'Erbario Fielding-Druce.

## Ritorno in Inghilterra e morte
La Czaplicka ritornò in Inghilterra nel 1915. Scrisse un diario del suo viaggio intitolato My Siberian Year (Il mio anno siberiano), che fu pubblicato nel 1916 da Mills & Boon (nella loro serie di saggistica "My Year"); il libro divenne molto popolare. Nel 1916, ella divenne anche la prima docente femminile di antropologia all'Università di Oxford, sostenuta dal Fondo Mary Ewart. Tenne lezioni sulle nazioni dell'Europa centro-orientale nonché sulle abitudini delle tribù siberiane. Si espresse anche su questioni polacche, tra cui la sistemazione postbellica di Danzica.
Nel 1920, il suo lavoro fu premiato con una borsa di studio Murchison della Royal Geographical Society, "per il suo lavoro etnografico e geografico nella Siberia settentrionale". Malgrado questo trionfo, tuttavia, il suo futuro finanziario era ancora insicuro, Essendo la sua borsa di studio triennale ad Oxford scaduta nel 1919, ottenne un incarico di docenza temporaneo in antropologia nel Dipartimento di anatomia all'Università di Bristol.
Nel 1921, non riuscì ad ottenere la borsa per viaggi d'istruzione Albert Kahn che aveva sperato, e nel maggio di quell'anno si avvelenò. Il Senato dell'Università di Bristol espresse il rammarico e "la comprensione per la perdita da parte dell'Università di un membro così distinto del suo personale". La Czaplicka è sepolta nel Cimitero di Wolvercote a Oxford.

## Dopo la morte
In un testamento scritto mesi prima di morire, la Czaplicka lasciò i suoi appunti e resoconti al suo collega Henry Usher Hall. Sebbene non si sia mai sposata, sono state sollevate domande sulla relazione tra la Czaplicka e Hall e sul fatto se lei nutrisse sentimenti per lui. Hall si era sposato negli Stati Uniti nello stesso periodo del suicidio della Czaplicka, ma non si sa se questa circostanza abbia concorso alla sua decisione di uccidersi. Dopo la morte di Hall nel 1944, alcuni dei primi documenti della Czaplicka furono donate al Museo dell'Università della Pennsylvania, ma almeno un resoconto e un manoscritto parziale potrebbero essere andati perduti. I suoi documenti principali sono archiviati nel Somerville College di Oxford. Musei polacchi conservano alcune lettere private della Czaplicka a Malinowski e Władysław Orkan, uno dei più eminenti poeti polacchi del tempo.
Alla sua morte nel 1971, Barbara Aitkin, una studentessa di Marett e una delle amiche della Czaplicka, la commemorò con un fondo presso il Somerville College. Nel 2015, il Museo Pitt Rivers di Oxford tenne una piccola esposizione intitolata My Siberian Year, 1914–1915 (Il mio anno siberiano, 1914-1915) per commemorare il 100º anniversario della spedizione della Czaplicka in Siberia.

## Opere selezionate
- Aboriginal Siberia: A Study in Social Anthropology, Oxford, Clarendon Press, 1914.
- Shamanism in Siberia, Oxford at the Clarendon Press, 1914.
- The Influence of Environment upon the Religious Ideas and Practices of the Aborigines of Northern Asia, in Folklore, n. 25. pp. 34–54, 1914.
- "The Life and Work of N.N. Miklubo-Macklay", in Man, n. 14, pp. 198–203, 1914.
- My Siberian Year, Londra, Mills and Boon, 1916.
- "Tribes of the Yenisei. The Oxford Expedition", in Times Russian Supplement, n. 13, p. 6, 18 settembre 1915.
- Siberia and some Siberians, in Journal of the Manchester Geographical Soc., n. 32, pp. 27–42, 1916.
- The Siberian Colonist or Sibiriak, in W. Stephens (a cura di), The Soul of Russia, Londra, Macmillan, 1916
- On the track of the Tungus, in Scottish Geographical Magazine, n. 33 pp. 289–303, 1917.
- "Ostyaks", in Encyclopædia of Religion and Ethics, volume 9, pp. 289–303, 1917.
- "The Evolution of the Cossack Communities", in Journal of the Central Asian Society, n. 5, pp. 42–58, 1918.
- "A plea for Siberia", in New European, n. 6, pp. 339–344, 1918.
- The Turks of Central Asia in History and at the Present Day, An Ethnological Inquiry into the Pan-Turanian Problem, and Bibliographical Material Relating to the Early Turks and the Present Turks of Central Asia, Oxford, Clarendon Press, 1918.
- "Poland", in The Geographical Journal, n. 53, p. 36, 1919.
- "Samoyed", in Encyclopædia of Religion and Ethics, volume 11, pp. 172–177, 1920
- "Siberia, Siberiaks, Siberians", in Encyclopædia of Religion and Ethics, volume 11, pp. 488–496, 1920.
- The Ethnic versus the Economic Frontiers of Poland, in Scottish Geographical Magazine, 36, pp. 10–16, 1920.
- "History and Ethnology in Central Asia". Man, 21, pp. 19–24, 1921.
- "Tungus", in Encyclopædia of Religion and Ethics, volume 12, pp. 473–476, 1921.
- "Turks", in Encyclopædia of Religion and Ethics, volume 12, pp. 476–483, 1921.